# سلیمانی (کرمان)
سلیمانی کرمان یک روستا است که در بخش مرکزی شهرستان شهربابک واقع شده‌است.